# All About Anna
All About Anna és una pel·lícula eròtica danesa de 2005 dirigida per Jessica Nilsson i protagonitzada per Gry Bay i Mark Stevens. La pel·lícula és explícita en la seva exploració de les relacions sexuals.
És una coproducció entre Innocent Pictures i Zentropa Productions de Lars von Trier, i és la tercera de les pel·lícules sexuals per a dones de Zentropa, després de Constance (1998) i Pink Prison (1999). Les tres pel·lícules es van basar en el Puzzy Power Manifesto desenvolupat per Zentropa el 1997.

## Trama
All About Anna explica la història d'Anna (Gry Bay), una dona soltera que busca mantenir una vida sexual activa mentre es manté al marge de la implicació emocional, després d'haver estat abandonada per l'amor de la seva vida, Johan (Mark Stevens). Té una relació amb Frank (Thomas Raft), però es nega a deixar-lo viure amb ella. Quan Johan torna a aparèixer després de cinc anys d'absència, comença a preguntar-se quant més temps pot mantenir la seva independència emocional i si això és el que vol. Ella té relacions sexuals amb ell, perd el seu número de telèfon i no pot contactar amb ell. Acaba la seva aventura amb Frank i quan se li ofereix una feina com a dissenyadora de vestuari en un teatre francès, decideix traslladar-se a París. Deixa el seu pis a la seva companya de pis Camilla (Eileen Daly) que li demana permís per llogar l'habitació ara buida a un amic seu. Aquest amic resulta ser Johan, i l'Anna el coneix quan marxa cap a París, on els actors locals Pierre (Morten Schelbech) i Sophie (Ovidie) ofereixen noves temptacions amoroses, però ella li preocupa que Johan trobi un nou amor. Al final torna a Copenhaguen i, després de pensar equivocadament que Johan li ha estat infidel, s'enfronta a les seves pors de compromís i es retroba amb ell.

## Estrena i distribució
La pel·lícula es va estrenar originalment el novembre de 2005 en un DVD escandinau de 3 discos. Aquesta va ser la primera pel·lícula pornogràfica danesa que es va estrenar amb subtítols per a persones amb discapacitat auditiva, que va ser rebuda amb entusiasme per la comunitat de sords.
L'estrena teatral als Estats Units va tenir lloc el 18 de gener de 2007 a Chicago, Illinois, on es va incloure a la sèrie Cinematic Sexualities in the 21st Century, organitzada per Doc Films en col·laboració amb The University of Chicago Film Studies Center.
El DVD dels EUA de dos discos es va llançar el 29 de gener de 2008.
All About Anna va ser seleccionat oficialment per al Festival de Cinema de Zuric i Io Isabella International Film Week.
El setembre de 2009, es va estrenar a les sales de cinema al Regne Unit com una doble factura amb Antichrist de Lars von Trier (també una pel·lícula Zentropa amb imatges sexualment explícites).

## Nominacions i premis
El 2007 va guanyar tres Scandinavian Adult Awards, inclosa Millor pel·lícula de parelles escandinaves, Millor actor escandinau (Thomas Raft) i Estrella escandinava més venuda del 2006 (Gry Bay).
El setembre de 2007, la revista setmanal més gran d'Alemanya Stern va identificar la pornografia femenina com una de les 50 tendències, va col·locar una imatge de All About Anna a la portada del seu suplement cultural Stern Journal, i va comentar:
| «                      | "A les dones també els agrada veure altres persones fent relacions sexuals. El que no els agrada són els infinits primers plans de martellejar parts del cos sense una història. Lars von Trier és el primer que s'ha adonat d'això i ha produït pel·lícules porno de qualitat valuosa per a dones." | » |
| — Stern #40, 27.9.2007 | |   |

Al seu llibre Secrets of Porn Star Sex (Infinite Ideas, 2007), l'autora britànica Marcelle Perks inclou un capítol sobre el porno amigable amb les dones, en el qual conclou: "En lloc de deixar-se intimidar pel porno, investiga una mica i troba alguna cosa amb la qual et puguis divertir. Una pel·lícula d'introducció ideal és la pel·lícula d'èxit All About Anna, una pel·lícula convencional que inclou sexe real".
L'abril de 2008, la revista estatunidenca AVN va donar a la pel·lícula una revisió AAAAA Editor's Choice Review. Va ser una de les quatre pel·lícules que va rebre la valoració més alta de la revista aquell mes. El crític Jared Rutter va escriure:
| «                                        | "Està ben dissenyada i entreté constantment. […] La pregunta és, per què les pel·lícules nord-americanes convencionals no poden arribar a aquest grau adult d'explicitat sexual? Venda al detall: aquest títol es pot vendre com a ja sigui general o adult: el millor dels dos mons." | » |
| — Jared Rutter, AVN Magazine, April 2008 | |   |

El maig de 2008 la revista francesa Hot Vidéo #208 va situar All About Anna en el lloc més alt a la categoria "la crème du porno feminine".
El maig de 2008, la revista danesa d'estil de vida Woman #112 havia demanat a un grup de lectores que puntuessin una selecció de productes eròtics, inclosos llibres, llocs web, CD, etc. La puntuació més alta va ser per All About Anna.
El juny de 2008, la revista comercial AVN Europe va donar a la pel·lícula una qualificació de 8 sobre 10 i va escriure:
| «                                    | "Una bona pel·lícula per a parelles per a aquells que els agrada una història agradable. […] Visualment i musicalment, la pel·lícula també està ben feta i l'embalatge inclou dos discos addicionals amb material addicional, com ara una versió alternativa. Així que, en definitiva, una bona pel·lícula per a parelles i potser, m'atreveixo a dir-ho, una bona pel·lícula per a nois que volen compartir amb la seva dona/núvia els plaers descarats del DVD." | » |
| — Angel Swede, AVN Europe, June 2008 | |   |

El novembre de 2008, la pel·lícula va ser nominada a quatre Premis AVN en les següents categories:
- Millor pel·lícula estrangera
- Millor banda sonora
- Millor embalatge
- Millor campanya de màrqueting On-Line – projecte individual (AllAboutAnna.com)

Això, entre altres coses, va suposar la primera nominació al premi AVN a la millor pel·lícula estrangera per a una companyia nominada als Premis Oscar.
El gener de 2009, All About Anna va ocupar el segon lloc entre les deu millors pel·lícules sexuals aptes per a dones publicades al lloc web del diari més gran d'Europa, Bild. La llista també incloïa Constance i Pink Prison.

## Versions d'estrena
La pel·lícula existeix en almenys tres versions. El llançament original del DVD escandinau conté tant el tall del productor com el tall del director. També s'ha llançat a Alemanya una versió de softcore sense imatges sexuals explícites.